# Ichneumonella hyaloptera
Ichneumonella hyaloptera is een vlinder uit de familie wespvlinders (Sesiidae), onderfamilie Sesiinae.
Ichneumonella hyaloptera is voor het eerst wetenschappelijk beschreven door Gorbunov & Arita in 2005. De soort komt voor in het Oriëntaals gebied.